# Saignon
Saignon ist eine französische Gemeinde mit 922 Einwohnern (Stand 1. Januar 2022) im Département Vaucluse in der Region Provence-Alpes-Côte d’Azur. Wichtige Erwerbszweige der Saignonnais sind Tourismus und Landwirtschaft.

## Geografie
Saignon liegt 63 Kilometer nördlich von Marseille und 3 Kilometer südöstlich von Apt am nördlichen Rand der Gebirgskette Luberon im Regionalen Naturpark Luberon. Der Coulon fließt durch das Gemeindegebiet.

## Geschichte
Mehrere Inschriften in gallischer Sprache und griechischem Alphabet und die Funde in einer Nekropole deuten darauf hin, dass die Ortschaft durch eine Mischbevölkerung aus Kelten und Ligurern besiedelt war. 
Erstmals urkundlich erwähnt wurde Saignon im 10. Jahrhundert als Sagnione im Kopialbuch des Klosters von Apt. Die erste erhaltene Urkunde aus dem Kloster Saint-Eusèbe stammt aus dem Jahre 1004. 

## Politik
Saignon gehört zum Kommunalverband Pays d’Apt
.
Das Wappen der Gemeinde ist rot und zeigt drei goldene Burgen mit zwei Türmen und einem offenen Donjon. Die Öffnungen sind schwarz. Die Burgen stehen auf drei schwarzen Felsen mit silbernen Rissen. Der Wappenschild wird von zwei gekreuzten Eichenzweigen gestützt und über ihm schwebt eine goldene Krone mit drei turmförmigen Zacken. Die drei Burgen stehen für die zerstörten Burgen, die Burg auf dem Fels von Bellevue (im Norden), die Burg Méjean (in der Mitte) und die Burg Grigière (im Süden in der Nähe der Kirche).

## Sehenswürdigkeiten
- Die Kirche Notre-Dame-de-Pitié wurde im 11. und 12. Jahrhundert erbaut. Sie ist als Monument historique (historisches Denkmal) klassifiziert.
- Der Ortskern mit seinen kleinen Gassen und dem zentralen Platz mit Brunnen (Place de la Fontaine)
- Der Aussichtsfelsen mit Blick über die Berge des Vaucluse bis zum Mont Ventoux
- Das Kloster Saint-Eusèbe wurde im 8. Jahrhundert gegründet und in der heutigen Version im 11. Jahrhundert erbaut. Es wurde im Zuge der Französischen Revolution (1789–1799) verkauft und befindet sich heute im Privatbesitz. Das Kloster wurde 1996 als Monument historique eingestuft.[3] Es wurde in landwirtschaftliche Gebäude und Wohnhäuser umgebaut und kann heute für Veranstaltungen gemietet werden.

## Persönlichkeiten
Der lokale Heilige Martian wurde in Saignon geboren und soll im 8. Jahrhundert gelebt haben. Er gilt als der Gründer des Klosters Saint-Eusèbe und war Abt in Apt. Sein Gedenktag ist der 25. August.